# اولیانیک
اولیانیک یک شرکت کشتی‌سازی در پولا، کرواسی است. این شرکت در سال ۱۸۵۶ تأسیس گشت و نخست یک کارخانه کشتی‌سازی متعلق به نیروی دریایی امپراتوری اتریش-مجارستان بود. 